# علي الموسى
علي موسي الموسى (1947- ) وزير التخطيط ووزير الدولة للتنمية الادارية الكويتي من (1998) وحتى (1999).

## سيرته الشخصية
علي موسي الموسى ولد بالكويت عام (1947) وهو وزير التخطيط الأسبق والنائب الأسبق لحاكم بنك الكويت المركزي ورئيس مجلس إدارة البنك التجاري الكويتي الأسبق، وتدرج في سلم المسؤولية، حيث كان وكيل وزارة مساعدا في عمر الـ 27 ، ثم تدرج بالعمل إلى ان وصل إلى درجة نائب محافظ البنك المركزي، ثم تسلم وزارة التخطيط عندما كان عمره 51 عاما وكان ذلك عام 1998 ، وفي عام 1999 استقالت الحكومة دستوريا بعد الانتخابات.

## المناصب والخبرات
- رئيس مجلس الإدارة في البنك التجاري الكويتي (2012 - 2015).
- تخرج من الجامعة الأمريكية في بيروت حيث حاز على شهادة البكالوريوس، تخصص إدارة عامة سنة 1970.
- تم تعيينه بمنصب وزير التخطيط ووزير الدولة للتنمية الادارية من 1998 وحتى 1999.
- عين في منصب نائب محافظ بنك الكويت المركزي من 1992 وحتى 1998.
- عمل في القطاع النفطي (1984 – 1992) في مؤسسة البترول الكويتية في إدارة التدقيق الداخلي المركزي.
- مسؤول عن شؤون التدقيق الداخلي في كافة الشركات التابعة لمؤسسة البترول الكويتية في الكويت.
- عمل في مجلس التخطيط الذي أصبح في ما بعد وزارة التخطيط (1973 - 1983).
- وكيل مساعد بوزارة التخطيط (1976 - 1983).

## وصلات خارجية
- علي موسى الموسى
- الحكومة 18